# Cardellina rubra
Cardellina rubra là một loài chim trong họ Parulidae.

## Hình ảnh

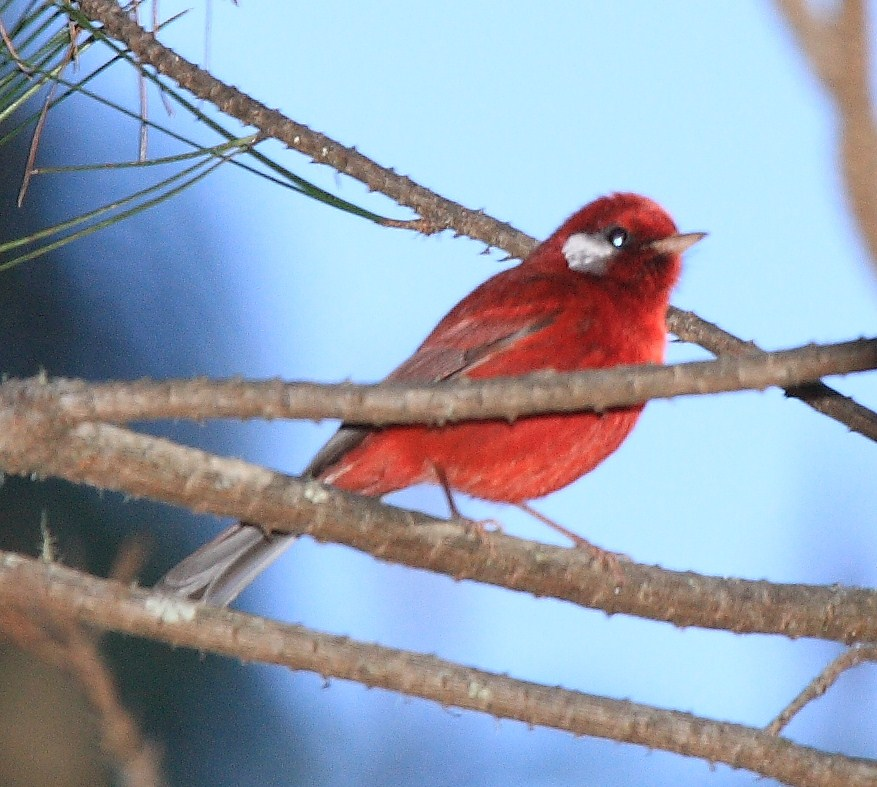
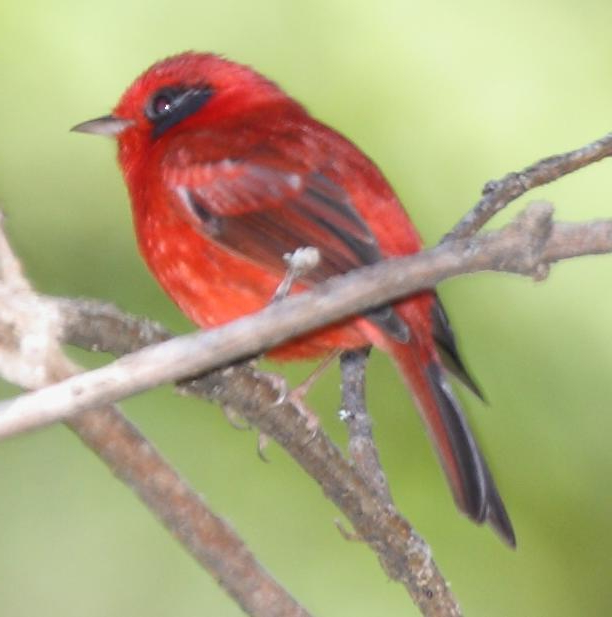